# Peter Pan (franquicia)
Peter Pan es una franquicia de medios de Disney basada en la obra de 1904 y novela de 1911 originales de J. M. Barrie, la cual comenzó en 1953 con la película de animación Peter Pan. El personaje Tinker Bell (Campanilla o Campanita) es también parte de la franquicia Disney Fairies, desarrollada en el mismo escenario.

## Películas

### Serie principal

#### Peter Pan(1953)
La película cuenta la historia de cómo Wendy Darling y sus hermanos viajaron con la ayuda de Peter Pan al País de Nunca Jamás, donde nunca crecerían, terminando viéndose envueltos en problemas con los piratas, liderados por el Capitán Garfio. Fue estrenada como el 22.º largometraje de animación de Disney el 5 de febrero de 1953.

#### Return to Never Land(2002)
Conocida como Peter Pan en Regreso al país de Nunca Jamás en España y Peter Pan: El regreso al país de Nunca Jamás en Hispanoamérica, es la secuela de la película Peter Pan de 1953. En la historia, el Capitán Garfio secuestra a la hija de Wendy, Jane, la cual intenta salir de Nunca Jamás para volver a casa, especialmente al no soportar que Peter Pan y los Niños Perdidos sean muy inmaduros. Fue estrenada el 15 de febrero de 2002.

### Serie deTinker Bell(2008–2014)
Serie de películas de animación por computadora protagonizadas por Tinker Bell, la cual consta de seis películas basadas en la franquicia de Disney Fairies.

### Peter Pan & Wendy(2023)
Película de imagen real que adapta la historia de la película de animación de 1953, con algunos cambios en la trama, como es el caso de Wendy teniendo un papel más relevante como protagonista, o la exploración en el pasado entre Peter Pan y el Capitán Garfio. Fue estrenada en Disney+ el 28 de abril de 2023.

## Series de televisión

### Jake and the Never Land Pirates(2011–2016)
Conocida como Jake y los piratas de Nunca Jamás en España y Jake y los piratas del país de Nunca Jamás en Hispanoamérica, es una serie de televisión enfocada en una tripulación pirata formada por niños, los cuales viven aventuras en el País de Nunca Jamás mientras se enfrentan al Capitán Garfio y su tripulación. La serie también es titulada como Captain Jake and the Never Land Pirates durante su cuarta temporada. Fue estrenada en Disney Junior el 14 de febrero de 2011, y finalizó  el 6 de noviembre de 2016.